# La Chatte métamorphosée en femme (La Fontaine)
Pour les articles homonymes, voir La Chatte métamorphosée en femme.
La Chatte métamorphosée en femme est la dix-huitième fable du livre II de Jean de La Fontaine situé dans le premier recueil des Fables de La Fontaine, édité pour la première fois en 1668.
Un Homme chérissait éperdument sa Chatte,

Il la trouvait mignonne, et belle, et délicate,

            Qui miaulait d'un ton fort doux :

            Il était plus fou que les fous.

        Cet Homme donc, par prières, par larmes,

            Par sortilèges et par charmes,

            Fait tant qu'il obtient du Destin

            Que sa Chatte en un beau matin

            Devient femme, et le matin même,

            Maître sot en fait sa moitié.

            Le voilà fou d'amour extrême,

            De fou qu'il était d'amitié.

            Jamais la Dame la plus belle

            Ne charma tant son Favori

            Que fait cette Épouse nouvelle

            Son hypocondre  de Mari.

            Il l'amadoue, elle le flatte ;

            Il n'y trouve plus rien de Chatte,

            Et poussant l'erreur jusqu'au bout,

            La croit femme en tout et partout,

Lorsque quelques Souris qui rongeaient de la natte 

Troublèrent le plaisir des nouveaux mariés.

            Aussitôt la Femme est sur pieds.

            Elle manqua son aventure.

Souris de revenir, Femme d'être en posture.

        Pour cette fois, elle accourut à point ;

            Car ayant changé de figure,

            Les Souris ne la craignaient point.

            Ce lui fut toujours une amorce,

            Tant le naturel a de force.

Il se moque de tout, certain âge accompli.

Le vase est imbibé, l'étoffe a pris son pli.

            En vain de son train ordinaire

            On le veut désaccoutumer.

            Quelque chose qu'on puisse faire,

            On ne saurait le réformer.

            Coups de fourche ni d'étrivières 

            Ne lui font changer de manières ;

            Et, fussiez-vous embâtonnés,

            Jamais vous n'en serez les maîtres.

            Qu'on lui ferme la porte au nez,

            Il reviendra par les fenêtres.
— Jean de La Fontaine, Fables de La Fontaine, La Chatte métamorphosée en Femme